# Qiniangshan
Qiniangshan (Chinees: 七娘山) is een berg op het schiereiland Dapengbandao in de Chinese provincie Guangdong. Qiniangshan behoort tot het district Longgang, subdistrict Nan'ao. De gebergte heeft zeven bergtoppen, de hoogste is 867 meter hoog.
De mythe is dat de eerste bewoners van de berg zeven vrouwen waren. Qiniangshan betekent in het Nederlands vertaald: "zeven vrouwenberg".
Tijdens de Tweede Wereldoorlog is de berg een vluchtelingenplaats geweest voor Chinezen uit het omliggend gebied.
De bekendste en meest bezochte bergtop is Dayanding (796 meter). Vanaf deze berg kan men het hele gebied zien.

## Toerisme
Er gaan veel mensen uit Shenzhen en Hongkong naar dit gebied voor een dagtochtje. Het gebied heeft zeer grote rotsen.

## Bereikbaarheid
Elke dag gaan er vanuit Shenzhen-Centrum vanaf half zeven 's ochtends tot half zeven 's avonds bussen naar de berg.